# Hassuna

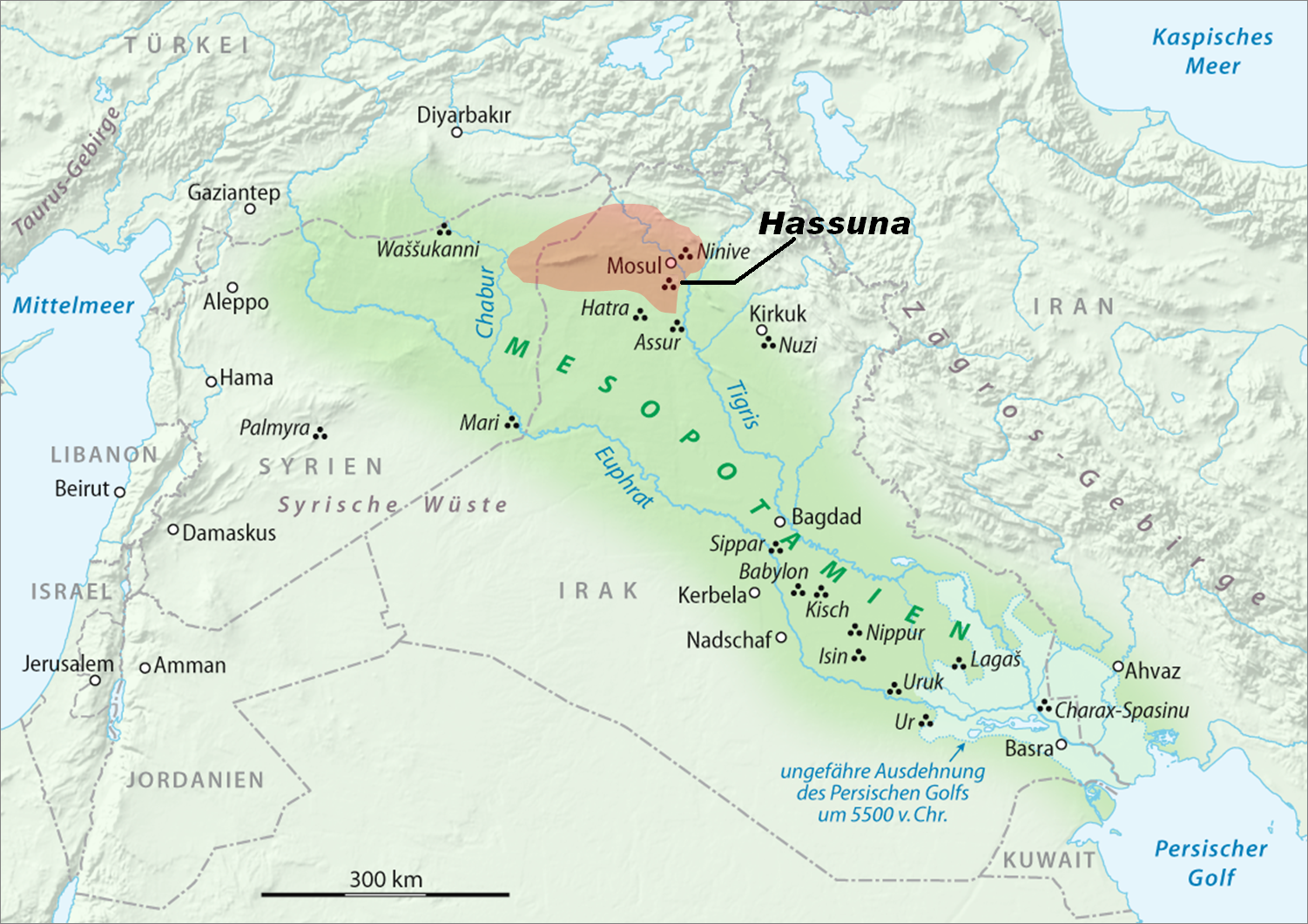
Hassunakulturens utbredningsområde

Hassuna är en mesopotamisk boplats i de norra delarna av Irak,  daterad till ungefär 6000 f.Kr. Den arkeologiska fyndorten har sitt namn efter det nutida ortnamnet Tell Hassuna. Hassunakulturen behärskade jordbruk och framställde enklare keramik. Den arkeologiska kulturen identifieras av den särpräglade keramiken i rödaktig ton med krämvita detaljer.